# Suleiman ibn Kutalmish

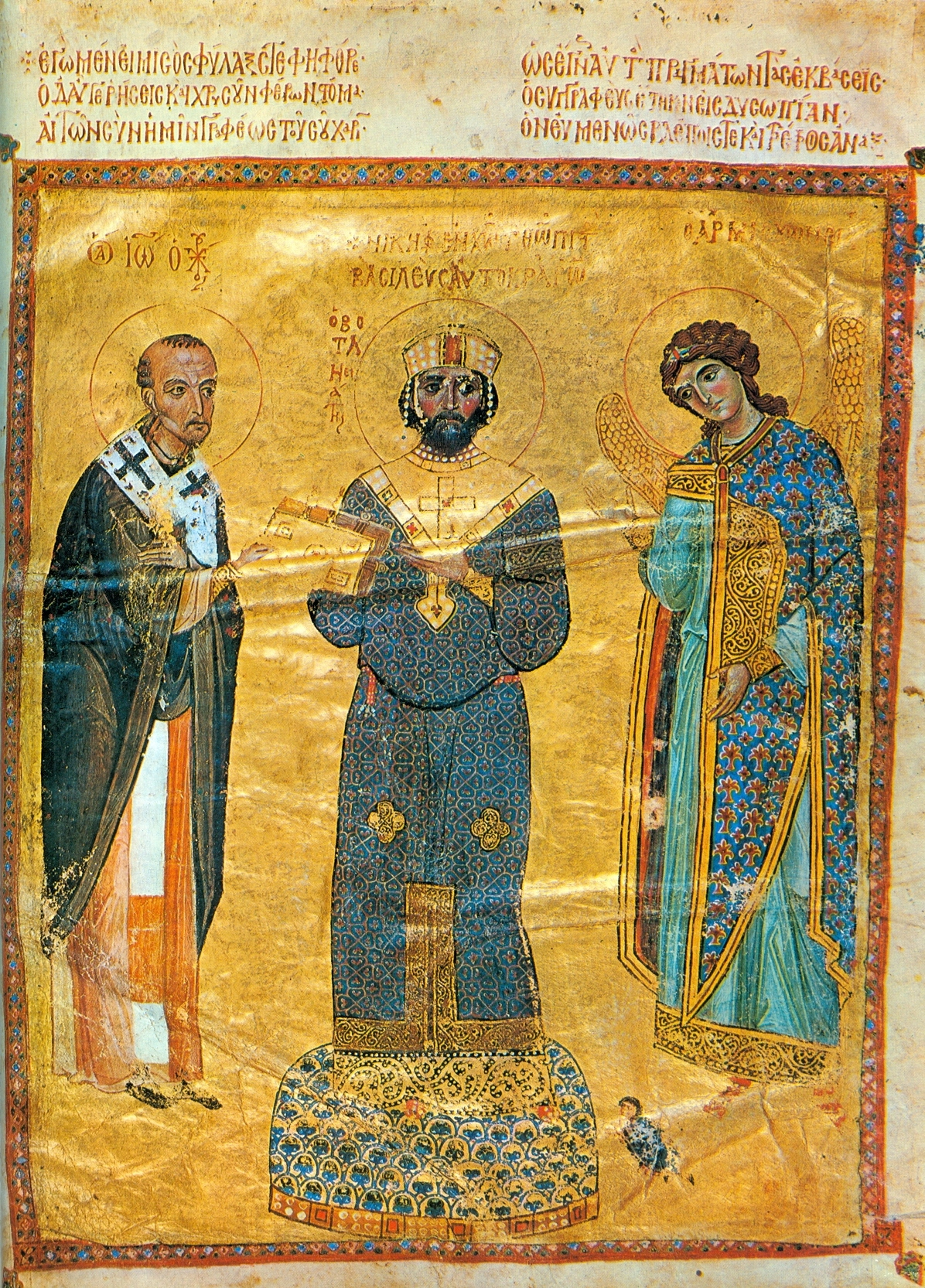
Juan Crisóstomo en la corte de Nicéforo Botaniates, benefactor de Suleiman. Ilustración del.

Suleiman ibn Kutalmish (árabe: سليمان بن قتلمش, Sulayman bin Kutalmish) fue el fundador de un Estado turco selyúcida independiente en Anatolia y gobernador del Sultanato de Rum desde 1077 hasta su muerte en 1086.
Suleiman era hijo de Kutalmish, que había luchado sin éxito contra su primo Alp Arslan por el trono del Imperio selyúcida. Cuando Kutalmish murió en 1064, Suleiman huyó con sus tres hermanos a los montes Tauro y buscó refugio entre las tribus turcomanas que vivían más allá de las fronteras del Imperio. Alp Arslan respondió lanzando una serie de expediciones de castigo contra él, tras las que, de los cuatro hermanos, sólo sobrevivió Suleiman, quien consiguió consolidar su liderazgo sobre los turcomanos.
En 1078, el emperador bizantino Miguel VII Ducas buscó la ayuda de Suleiman contra Nicéforo Botaniates, el comandante del thema de los Anatólicos que anhelaba el trono del emperador. Suleiman interceptó la pequeña fuerza de Botaniates entre Cotieo y Nicea, pero el usurpador persuadió a Suleiman para que se uniera a su rebelión a cambio de incentivos mayores que los que ofrecía el emperador. La oferta de Nicéforo tuvo éxito, y a cambio de su apoyo, se permitió a los turcomanos de Suleiman asentarse en el lado asiático del Bósforo, cerca de la misma Constantinopla. Dos años más tarde, Suleiman dio su apoyo a otro pretendiente, Nicéforo Meliseno, quien abrió las puertas de Nicea a los turcomanos, permitiendo a Suleiman establecer una base permanente. Toda Bitinia estaría pronto en manos del turco, una circunstancia que le permitió restringir las comunicaciones entre Constantinopla y los antiguos súbditos bizantinos en Anatolia.
En 1084, Suleiman dejó Nicea, dejando a su pariente Abu'l Qasim al mando. Expandió su reino hasta ser asesinado cerca de Antioquía en 1086 por Tutush I, soberano selyúcida de Siria. El hijo de Suleiman, Kilij Arslan I, fue capturado, y Malik Shah I lo trasladó a Isfahán como rehén. No está claro si Tutush mató a Suleiman por lealtad a Malik Shah o simplemente para obtener beneficios personales.
A la muerte de Malik Shah, Kilij Arslan restableció el Sultanato de Rum.